# Městský hřbitov v Chebu
Městský hřbitov v Chebu je hlavní městský hřbitov v Chebu, v městské části Hradiště. Nachází se na východním okraji města, v ulici Karlovarská.

## Historie

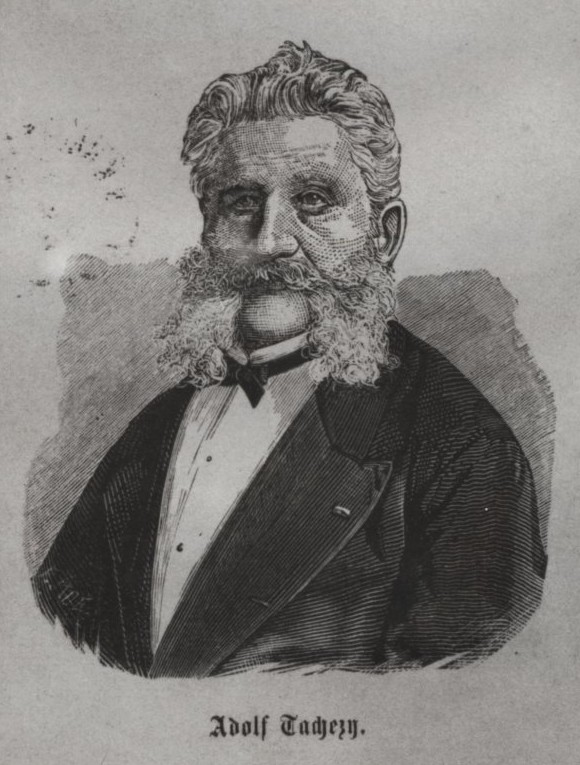
Adolf Tachezy (1814–1892), starosta města v době zřízení hřbitova, byl zde také pohřben

### Vznik
Hřbitov byl vystavěn z iniciativy města, během výkonu úřadu starosty Adofla Tachezyho, na obecní náklady na rozsáhlé ploše za městem s výměrou bezmála 30 000 m² na pozemku odkoupeném od Johanna a Margarethy Heinlových z Hradiště jako nový městský hřbitov podle projektu architekta Karla Haberzettla. Hřbitov především tvořil náhradu za pohřebiště v místě pozdějších Městských sadů, které bylo po vzniku nového hřbitova přeměněno v park. 
Areál byl otevřen byl v neděli 4. května 1879, tentýž den proběhly první pohřby dvou zemřelých.
Vstup tvoří správní budova s neogotickou hřbitovní kaplí, další prostory tvoří zázemí hřbitovní správy. Po založení hřbitova zde byl zřízen též nový židovský hřbitov, a to krátce poté, co byl starý chebský židovský hřbitov zrušen. Podél zdí areálu je umístěna řada hrobek významných obyvatel města.
Pohřbeni jsou na hřbitově i vojáci a legionáři bojující v první a druhé světové válce. Jako vojenské pohřebiště byl ve městě založen též vojenský hřbitov v Podhradu.

### Po roce 1945

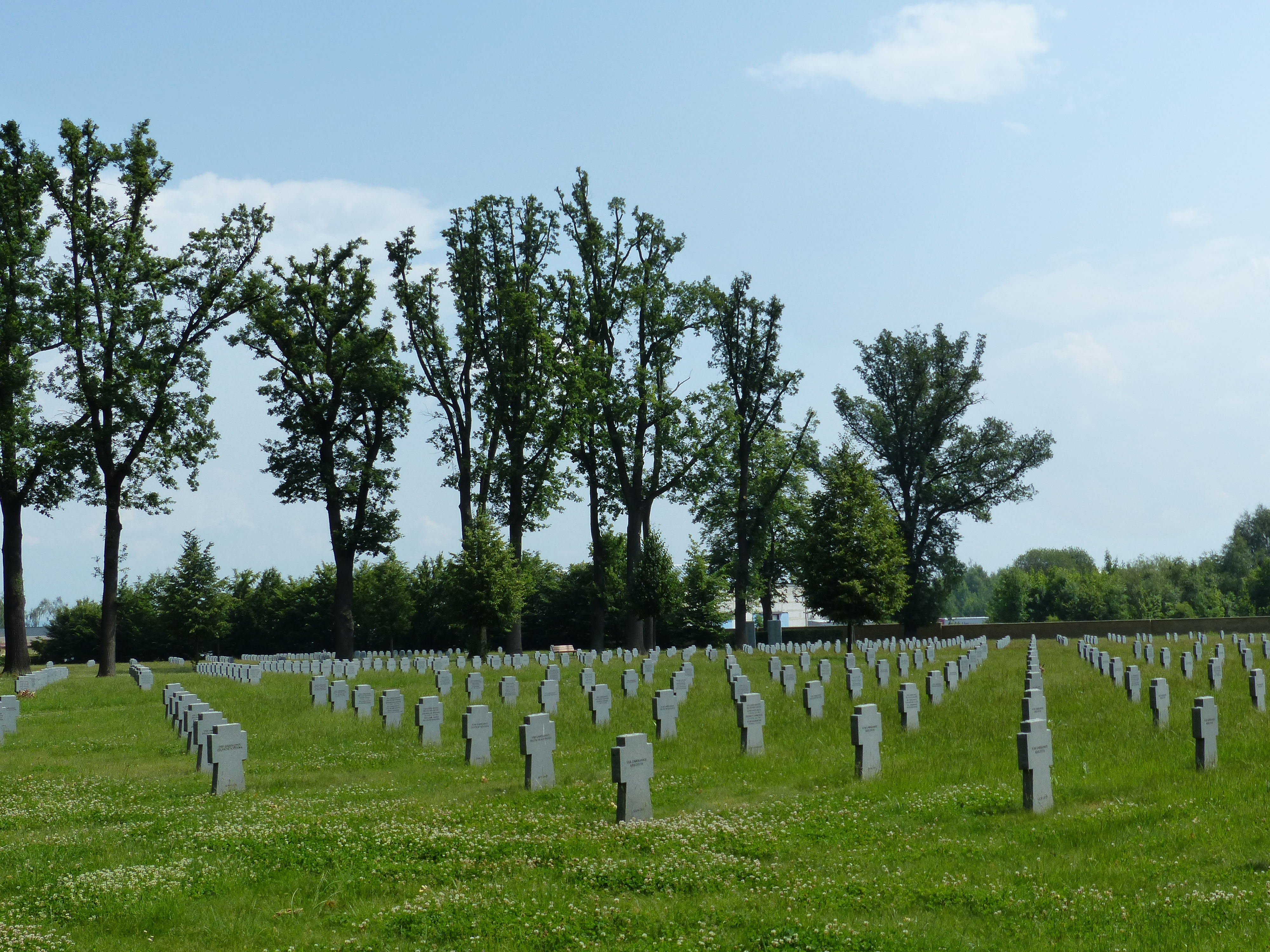
Nová část německého vojenského hřbitova

S odchodem téměř veškerého německého obyvatelstva města v rámci odsunu sudetských Němců z Československa ve druhé polovině 40. let 20. století zůstala řada hrobů německých rodin opuštěna a bez údržby. V roce 2010 byl otevřen nový vojenský hřbitov na ploše 1,44 ha pro uložení 5598 německých ostatků.
V Chebu se nenachází krematorium, ostatky zemřelých jsou zpopelňovány v krematoriu v Karlových Varech.

## Osobnosti pohřbené na tomto hřbitově
- Karl Haberzettl (1848–1906) – architekt a stavitel v Chebu
- Franz Kraus (1868–1919) – stavitel
- Karl Wilfert starší (1847–1916) – sochař
- Karl Wilfert mladší (1879–1932) – sochař
- Ambros Swetlík (1871–1932) – podnikatel a průmyslník spoluzakladatel chebského závodu na výrobu jízdních kol Es-Ka

Starostové města
- Anton Julius Gschier (1814–1874) – starosta od 1867 do 1873
- Adolf Tachezy (1814–1892) – starosta od 1873 do 1882
- Gustav Gschier (1858–1916) – syn Antona Julia Gschiera, starosta od 1892 do 1911
- Anton Friedrich (1860–1923) – starosta od 1912 do 1919
- Max Künzel (1867–1928) – starosta od 1919 do 1928